# 1365
- Wikisource

| Calendário gregoriano                                                        | 1365 MCCCLXV                                         |
| Ab urbe condita                                                              | 2118                                                 |
| Calendário arménio                                                           | 814 – 815                                            |
| Calendário bahá'í                                                            | -479 – -478                                          |
| Calendário budista                                                           | 1909                                                 |
| Calendário chinês                                                            | 4061 – 4062 Início a 23 de janeiro (aproximadamente) |
| Calendário copta                                                             | 1081 – 1082                                          |
| Calendário etíope                                                            | 1357 – 1358                                          |
| Calendários hindus - Vikram Samvat - Calendário nacional indiano - Cáli Iuga | 1420 – 1421 1286 – 1287 4465 – 4466                  |
| Calendário Holoceno                                                          | 11365                                                |
| Calendário islâmico                                                          | 766 – 767                                            |
| Calendário judaico                                                           | 5125 – 5126                                          |
| Calendário persa                                                             | 743 – 744                                            |
| Calendário rúnico                                                            | 1615                                                 |
| Calendário solar tailandês                                                   | 1908                                                 |

1365 (MCCCLXV, na numeração romana) foi um ano comum do século XIV do Calendário Juliano, da Era de Cristo, e a sua letra dominical foi E (52 semanas), teve início a uma quarta-feira e terminou também a uma quarta-feira.
No reino de Portugal estava em vigor a Era de César que já contava 1403 anos.

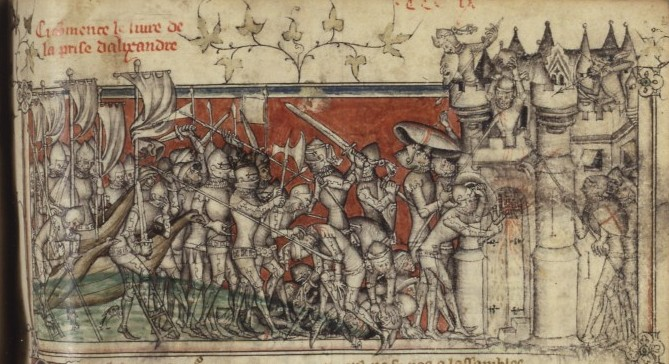
Cruzada de Alexandria em outubro de 1365

| Ano completo                        |
| ----------------------------------- |
| Ano comum com início à quarta-feira |

## Acontecimentos

### Março
- 12 de março – Fundação da Universidade de Viena, a mais importante do Sacro Império Romano-Germânico.

### Abril
- 12 de abril – Assinado o Tratado de Guérande, pondo fim à Guerra de Sucessão Bretã.

### Outubro
- 10 de outubro - Pedro I, de Chipre, invade a cidade de Alexandria no Egito, como numa Cruzada, antecipando-se a uma possível invasão da ilha.